# Language Teaching
A Language Teaching (magyarul: nyelvtanítás) egy nyelvi oktatásról szóló tudományos folyóirat, amely évente körülbelül 30 kutatási cikket tesz közzé a második nyelv oktatásának és tanulásának területén. A Cambridge University Press teszi közzé, a tanulmányok konkrét témákra, nyelvekre és országokra összpontosítanak. Ezenkívül a Language Teaching megjelentet replikációkat, kutatási cikkeket, doktori értekezés felméréseit, téma alapú kutatási ütemterveket, kulcsfontosságú konferencia-beszédeket, összehasonlító könyv-áttekintéseit, szervezetek kutatási jelentéseit és kollokviumokat, valamint a második nyelv tanításával kapcsolatban megjelent legjelentősebb munka éves összefoglalásokat. 
1968-ban alapították, először angol tanítási kivonatoknak nevezték. A címet hamarosan 1975-ben megváltoztatták Nyelvtanító kivonatokra (Egyesült Királyság 0023-8279). 1975-től 1982-ig Nyelvtanítási és Nyelvészeti Absztraktoknak (UK 0306-6304) hívták. 
Ez a folyóirat jelenleg indexelt: 
- Scorpus
- Társadalomtudományi hivatkozási index
- Művészeti és Bölcsészettudományi Hivatkozás Index
- EBSCOhost
- Nyelvészeti és nyelvhasználati kivonatok
- MLA Nemzetközi Bibliográfia
- ProQuest

A folyóirat a Szerkesztő Testületén keresztül kapcsolatot tart a Nemzeti Nyelvi Központtal (CiLT) és a Brit Tanáccsal. 

## Figyelemre méltó cikkek
- "Conversation Analysis and language learning"  - Paul Seedhouse, October 2005 38:4, pp 165-187
- "Autonomy in language teaching and learning"  - Phil Benson, January 2007 40:1, pp 21-40
- "Standards of English and politics of inclusion" - Adrian Holliday, January 2008  41:1, pp 119-130
- "Non-native English-speaking English language teachers: History and research" - Lucie Moussu and Enric Llurda, July 2008 41:3, pp 315-348

## Fordítás
- Ez a szócikk részben vagy egészben  a   Language Teaching (journal) című angol Wikipédia-szócikk ezen változatának fordításán alapul.  Az eredeti cikk szerkesztőit annak laptörténete sorolja fel. Ez a jelzés csupán a megfogalmazás eredetét és a szerzői jogokat jelzi, nem szolgál a cikkben szereplő információk forrásmegjelöléseként.